# Gerichtsbezirk Nassenfuß
Der Gerichtsbezirk Nassenfuß (slowenisch: sodni okraj Mokronog) war ein dem
Bezirksgericht Nassenfuß unterstehender Gerichtsbezirk im Kronland Krain. Er umfasste Teile des politischen Bezirks Gurkfeld (Krško) und wurde 1919 dem Staat Jugoslawien zugeschlagen.

## Geschichte
Der Gerichtsbezirk Nassenfuß entstand infolge eines Ministervortrags vom 6. August 1849, in dem die Grundzüge der
Gerichtseinteilung festgelegt wurden. Nachdem im Dezember 1849 die Gebietseinteilung der Gerichtsbezirke sowie die Zuweisung der Gerichtsbezirke zu den neu errichteten Bezirkshauptmannschaften durch die „politische Organisierungs-Commission“ festgelegt worden war, nahmen die Bezirksgerichte der Krain per 1. Juni 1850 ihre Tätigkeit auf. Dem Bezirksgericht Nassenfuß wurden durch die Landeseinteilung der Krain im März 1850
die 24 Katastralgemeinden Bistrica (Feistritz), Cirnik (Zirnik), Dobrava (Dobrawa), Dole (Mariathal), Gorenja Vas (Goreinawass), Gorenje Dule (Dule), Jelševc (Jeuscheuz), Kersini Verh (Kersinwerch), Laknic (Laknitz), Mokronog (Nassenfuß), Ornuška Vas (Ornuschkawass), Ostrožnik (Ostroschnik), Pijavce (Piauze), Šentrupert (St. Ruprecht), Stara Vas (Starawass), Straža (Strascha), Sv. Lorenc (St. Lorenz), Telče (Teltsche), Teržiše (Tersische), Trebelno (Trebelno), Zabukevje (Sabukuje), Zabukuje (Sabukuje), Zagrad (Sagrad) und Zbure (Swur) zugewiesen. Zusammen mit den Gerichtsbezirken Gurkfeld (Krško), Landstraß (Kostanjevica) und Ratschach (Radeče) bildete der Gerichtsbezirk Nassenfuß den Bezirk Gurkfeld.
| Jahr | Fläche (km²) | Ein- wohner | Slowenisch- sprachige | Deutsch- sprachige |
| ---- | ------------ | ----------- | --------------------- | ------------------ |
| 1880 |              | 14.457      | 14.337                | 99                 |
| 1890 |              | 14.607      | 14.533                | 24                 |
| 1900 | 231,85       | 14.603      | 14.518                | 35                 |
| 1910 | 191,83       | 15.046      | 15.013                | 6                  |

Der Gerichtsbezirk wies 1880 eine anwesende Bevölkerung von 14.457 Personen auf, wobei 14.337 Menschen Slowenisch und 99 Menschen Deutsch als Umgangssprache angaben. 1910 wurden für den Gerichtsbezirk 15.046 Personen ausgewiesen, von denen 15.013 Slowenisch (99,8 %) und 6 Deutsch (0,04 %)
sprachen. Durch die Grenzbestimmungen des am 10. September 1919 abgeschlossenen Vertrages von Saint-Germain wurde der Gerichtsbezirk Adelsberg zur Gänze dem Königreich Jugoslawien zugeschlagen.

## Gerichtssprengel
Der Gerichtssprengel Nassenfuß umfasste infolge der Zusammenfassung der Katastralgemeinden zu Gemeinden 1910 die sechs Gemeinden Mokronog (Nassenfuß), Škocijan (Sankt Kanzian),  Šent Rupert (Sankt Ruprecht), Šmarjeta (Sankt Margarethen), Trebelno und Tržiše (Terschische).